# Марина Берлусконі
Марина Берлусконі, офіційне ім'я: Марія Ельвіра Берлусконі (італ. Marina Berlusconi, Maria Elvira Berlusconi; Мілан, 10 серпня 1966) — італійська підприємиця.

## Життєпис
Марія Ельвіра Берлусконі — донька Сільвіо Берлусконі та його першої дружини Карли Ельвіри Лучії Далль'Ольйо (Carla Elvira Lucia Dall’Oglio); старша сестра П'єра Сільвіо Берлусконі.
Закінчила класичний ліцей при Інституті Леона Деона в Монці. Починала вивчати право, потім політичні науки, але полишила заняття в перший рік і не продовжила освіту.
1996 року обрана віцепрезидентом Fininvest, в жовтні 2005 року зайняла посаду президента холдингу. В 2003 році замінила померлого Леонардо Мондадорі на чолі видавництва Arnoldo Mondadori Editore. При ній родина збільшила долю в компанії. Видавництво Mondadori придбало низку великих активів у період управління ним Мариною Берлусконі — зокрема купило Banzai Media, яке було другим за розмірами видавництвом в Італії. Також вона обрана членкинею Ради директорів (Consiglio di amministrazione) акціонерного товариства Mediaset. Із жовтня 2008 по квітень 2012 року входила до складу ради директорів Mediobanca; у минулому була членкинею рад директорів Medusa Film та Mediolanum.
У 2010 році в рейтингу найвпливовіших жінок світу журналу Forbes Марина Берлусконі посіла 48-е місце, будучи єдиною італійкою в рейтингу. За даними Forbes, в 2008 році вона посіла дев'яте місце в списку найбагатших спадкоємиць світу зі спадщиною в 9 мільярдів 400 мільйонів доларів. З 2001 року вона також фігурує в рейтингу американського журналу Fortune, присвяченому 50 найбільш впливовим жінкам міжнародного економічного співтовариства. У 2013 році, у 2016 році та у 2018 році американський журнал The Hollywood Reporter включив Марину Берлусконі до списку 20 найвпливовіших жінок у медіа та телевізійній індустрії.

## Особисте життя
13 грудня 2008 року одружилася з танцюристом балетної трупи театру Ла Скала Мауріціо Ванадіа (Maurizio Vanadia), з яким її пов'язували тривалі стосунки. У подружжя двоє дітей: Габріеле (нар. 2002) та Сільвіо (нар. 2004).

## Відзнаки та нагороди
- 2004—2010 роки: увійшла до списку 100 найвпливовіших жінок світу за версією журналу Форбс[9];
- 2009 рік: мер Мілана Летиція Моратті нагородила Золотою медаллю Мілана (Ambrogino d'oro) як «приклад міланської досконалості у світі та здатності поєднувати професійне та сімейне життя»[10].